# Àcid homogentísic
L'àcid homogentísic (àcid 2,5-dihidroxifenilacètic àcid) és un àcid fenòlic que es troba de manera natural a l'arboç (Arbutus unedo). És també present al bacteri patogen de plantes Xanthomonas campestris pv. phaseoli i al llevat Yarrowia lipolytica on participa en la producció de pigments marrons. Per dimerització oxidativa produeix l'àcid hiposudòric, un dels principals constituents de la 'suor de sang' dels hipopòtams.
També es coneix amb el nom d'àcid melànic, proposat pel químic britànic William Prout.

## Patologia humana
Els problemes en el funcionament de l'enzim HGD (generalment deguts a una mutació) són la causa de la malaltia alcaptonúria, provocada per l'acumulació d'un excès d'àcid homogentísic i el seu òxid, l'alcaptona, responsable del color fosc de l'orina de les persones que la pateixen.

## Metabolisme
L'àcid homogentísic és un compost intermedi de la via de degradació dels aminoàcids aromàtics fenilalanina i tirosina. És el substrat de l'enzim àcid homogentísic 1,2-dioxigenasa (HGD) i, en condicions normals, és pràcticament indetectable en sang i orina.